# Sorg (Mistelgau)
Sorg ([zɔʁk] ) ist ein Gemeindeteil der Gemeinde Mistelgau im Landkreis Bayreuth (Oberfranken, Bayern). Sorg liegt in der Gemarkung Frankenhaag.

## Geografie
Die Einöde liegt am Fuße des Brunnbergs (498 m ü. NHN) nördlich der Weides, einem linken Zufluss der Truppach. Eine Anliegerweg führt zur Kreisstraße BT 1 (0,3 km südöstlich), die über die Klingenmühle nach Frankenhaag (1,3 km südöstlich) zur Staatsstraße 2186 bei Obernsees verläuft (1,1 km nordwestlich).

## Geschichte
Von 1797 bis 1810 unterstand der Ort dem Justiz- und Kammeramt Bayreuth. Infolge des Gemeindeedikts wurde Sorg dem 1812 gebildeten Steuerdistrikt Mistelgau und der Ruralgemeinde Streit zugewiesen. Mit dem Gemeindeedikt von 1818 wurde diese der Ruralgemeinde Frankenhaag zugeschlagen. Am 1. Januar 1972 wurde diese im Zuge der Gebietsreform in Bayern in die Gemeinde Mistelgau eingegliedert.

## Einwohnerentwicklung
| Jahr      | 001819 | 001822 | 001861 | 001871 | 001885 | 001900 | 001925 | 001950 | 001961 | 001970 | 001987 |
| Einwohner | *      | 15     | 20     | 12     | 8      | 12     | 13     | 10     | 9      | 12     | 6      |
| Häuser    |        | 1      |        |        | 2      | 2      | 2      | 2      | 2      |        | 2      |
| Quelle    | [ 8 ]  | [ 5 ]  | [ 9 ]  | [ 10 ] | [ 11 ] | [ 12 ] | [ 13 ] | [ 14 ] | [ 15 ] | [ 16 ] | [ 1 ]  |

## Religion
Sorg ist evangelisch-lutherisch geprägt und nach St. Jakob (Obernsees) gepfarrt.